# Memecylon diluviorum
Memecylon diluviorum är en tvåhjärtbladig växtart som beskrevs av Arthur Wallis Exell. Memecylon diluviorum ingår i släktet Memecylon och familjen Melastomataceae. Inga underarter finns listade i Catalogue of Life.